# 尼歐肖鎮區 (堪薩斯州科菲縣)
尼歐肖鎮區（英語：Neosho Township）為美國堪薩斯州科菲縣轄下的鎮區。2010年美国人口普查中該鎮區人口有131人。

## 地理
尼歐肖鎮區涵蓋面積124.66平方（48.13平方英里），境內無城市。

### 墓園
根據美國地質調查局的資料，此鎮區擁有3座墓園：
- 比格克里克墓園（Big Creek Cemetery）
- 克蘭德爾墓園（Crandell Cemetery）
- 洛倫茨席力特紀念墓園（Lorenz Schlichter Memorial Cemetery）

### 溪流
通過此鎮區的溪流有：
- 比格溪（Big Creek）
- 隆溪（Long Creek）
- 北比格溪（North Big Creek）
- 南比格溪（South Big Creek）
- 特基溪（Turkey Creek）

### 機場
- 麥克馬倫機場（McMullen Airport）

## 人口統計
根據2010年美國人口普查，尼歐肖鎮區人口有131人，住房61戶，人口密度為1.05人/每平方公里。此鎮區居民之種族中，白人佔97.71%，非裔美國人佔0%，美洲原住民佔0%，亞裔美國人佔0%，太平洋島裔美國人佔0%，其他種族佔0%，混血種族則佔2.29%。而西班牙裔或拉丁裔美國人佔此鎮區人口的1.53%。

## 外部連結
- City-Data.com （页面存档备份，存于）